# ليزلي نورمان
ليزلي نورمان (بالإنجليزية: Leslie Norman)‏ (و. 1911 – 1993 م) هو مخرج أفلام، وكاتب سيناريو، ومنتج أفلام، ومونتير من المملكة المتحدة، والمملكة المتحدة لبريطانيا العظمى وأيرلندا، ولد في لندن، توفي في لندن، عن عمر يناهز 82 عاماً.

## وصلات خارجية
- ليزلي نورمان على موقع IMDb (الإنجليزية)
- ليزلي نورمان على موقع ألو سيني (الفرنسية)
- ليزلي نورمان على موقع تيرنر كلاسيك موفيز (الإنجليزية)
- ليزلي نورمان على موقع أول موفي (الإنجليزية)
- ليزلي نورمان على موقع قاعدة بيانات الأفلام السويدية (السويدية)
- ليزلي نورمان على موقع قاعدة بيانات الفيلم (الإنجليزية)
- ليزلي نورمان على موقع كينوبويسك (الروسية)